# Hermann Wasserschleben
Friedrich Wilhelm August Hermann Wasserschleben, spesso riportato come Ludwig Wilhelm Hermann Wasserschleben (Legnica, 22 aprile 1812 – Gießen, 27 giugno 1893) è stato uno storico e giurista tedesco, specializzato nello studio del diritto canonico del Medioevo.

## Biografia
Wasserschleben crebbe a Legnica, nella Bassa Slesia, in una famiglia protestante. Figlio del Consigliere privato prussiano Karl Christian e di sua moglie Ninette, nata von Rappard, originaria di Hamm, dopo aver conseguito la laurea presso l'Accademia cavalleresca di Legnica, nel 1831 iniziò a studiare giurisprudenza a Breslavia. Nel 1832 fu chiamato per assolvere il servizio militare, dopodiché andò a studiare a Berlino, dove completò gli studi con un dottorato nel 1836.
Qui nel 1838 divenne Privatdozent di diritto, iniziando a studiare la storia delle fonti di diritto canonico anteriori a Graziano. Successivamente si trasferì a Breslavia, dove nel 1841 lavorò come professore straordinario. Nel 1850 divenne professore ordinario presso l'università di Halle, dove pubblicò la sua prima opera sulle norme penitenziali della Chiesa occidentale. Due anni dopo accettò la chiamata dell'università di Gießen per ricoprire la cattedra di diritto tedesco e canonico. Qui divenne rettore dell'università due volte (1860-1861 e 1870-1871).
Dopo essere stato precedentemente nominato nel 1863 consigliere privato per la giustizia, nel 1873 venne nominato membro a vita della Landstände del Granducato d'Assia, ricoprendo poi dal 1875 al 1883 la posizione di cancelliere dell'università di Gießen dopo le dimissioni di Johann Michael Franz Birnbaum. Nel 1889 lasciò la Camera su sua richiesta, dopo alcune difficoltà personali avute in quell'inverno, che lo costrinsero a sospendere anche gli insegnamenti.
In riconoscimento al merito per il suo lavoro nel campo del diritto canonico, nel 1882 gli fu conferita la laurea honoris causa dalla facoltà teologica protestante di Gießen; inoltre, ricevette la Croce di Commendatore di Seconda Classe dell'Ordine di Filippo il Magnanimo e quella dell'Ordine di Luigi.
Nonostante la sua attività come membro del parlamento e cancelliere, Wasserschleben rimase scientificamente attivo e si dedicò intensamente allo studio delle origini del diritto canonico. Nel 1874 apparve la prima edizione del testo della Collectio Canonum Hibernensis, da lui curata. Dopo la prima edizione incompleta del 1669 di Luc d'Achery, questa fu la prima edizione completa. Dopo che il contenuto della prima edizione fu distrutto da un incendio nel 1884, una seconda edizione di quest'opera apparve nel 1885 con numerose revisioni e ristampe della sua corrispondenza con Henry Bradshaw.
Morì a Gießen nel 1893, dopo aver sofferto di problemi di salute negli ultimi anni della sua vita.

## Pensiero e stile
Da sempre interessato alle fonti più antiche del diritto canonico, si distinse per la capacità di riuscire a decifrare e rielaborare testi risalenti ai secoli precedenti gli studi di Graziano (epoche precedenti il XII secolo). Come si può notare nei suoi scritti, Wasserschleben si dimostrò sempre un oppositore dei sistemi presenti nel diritto romano e, in particolare nei suoi ultimi anni, sostenne che fosse necessaria una totale rottura con le precedenti politiche nei rapporti tra Stato e Chiesa. I suoi articoli tuttavia, pur prendendo posizioni forti e sostenendo fermamente la posizione sopraelevata storica della Chiesa nei confronti dei sovrani, non si riducono ad una mera visione ortodossa del diritto canonico, ma fanno intendere che le comunità di membri delle comunità credenti possano partecipare alla vita politica tramite rappresentanza.

## Opere
- Beiträge zur Geschichte der vorgratianischen Kirchenrechtsquellen, Lipsia, 1839.
- Reginonis abbatis Prumiensis libri duo de synodalibus causis, Lipsia, 1840.
- Die Bußordnungen der abendländischen Kirche, nebst einer rechtsgeschichtlichen Einleitung, Halle, 1843.
- De patria decretalium Pseudoisodor, Breslavia, 1843.
- Beiträge zur Geschichte der falschen Dekretalen, Breslavia, 1844.
- Die Irische Kanonensammlung, Gießen, 1874.[1]
- Die ältesten Privilegien und Statuten der Ludoviciana, Gießen, Louis Wenzel Buch-und Steindruckerei, 1881.
- Deutsche Rechtsquellen des Mittelalters, Lipsia, Veit, 1892.